# Ali Reza Nejati
Ali Reza Nejati (pers. علیرضا نجاتی ;ur. 12 listopada 1998) – irański zapaśnik walczący w stylu klasycznym. Olimpijczyk z Tokio 2020, gdzie zajął dziesiąte miejsce w kategorii 60 kg. Brązowy medalista mistrzostw świata w 2019. Trzeci na MŚ U-23 w 2021 i juniorów w 2018, a także kadetów w 2014. Wicemistrz Azji juniorów w 2018 roku.